# Classe Sa'ar 1
La classe Sa'ar (ebraico: סער, italiano: tempesta) è una famiglia di unità litoranee d'attacco veloci il cui progetto è stato sviluppato dai cantieri Lürssen sul progetto della classe Jaguar per la Marina militare israeliana.

## Origine del progetto
Israele, con la minaccia rappresentata dalle motomissilistiche fornite dai sovietici e Egitto e Siria all'inizio degli anni sessanta e armate di missili Styx cercava di procurarsi imbarcazioni simili, ma non riuscendo a procurarsi in occidente un missile antinave iniziò a sviluppare in modo indipendente un proprio missile antinave realizzando il missile Gabriel che rispetto ai suoi omologhi sovietici presentava il vantaggio di avere la capacità di volare dopo il lancio a bassa quota quasi sul mare e quindi evitare di essere individuato dai radar. La piattaforma naturale per imbarcare questo tipo di missile venne individuate nelle motocannoniere tedesche della classe Jaguar.
Alla fine del 1962 il primo ministro David Ben-Gurion inviò il vice ministro della difesa Shimon Peres in Germania per incontrare il cancelliere Adenauer che accettò di rifornire di armi Israele come parte di un tentativo di riparazione per i crimini commessi dalla Germania nazista contro l'ebraismo mondiale, firmando un contratto per la fornitura ad Israele di dodici unità del tipo Jaguar da costruire nei cantieri tedeschi, con la clausole che l'accordo dovesse rimanere segreto per non incorrere nell'ira dei paesi arabi.
Per potere ospitare gli apparati di comunicazione e i diversi sistemi elettronici è stato necessario allungare lo scafo di 2,4 metri. Le unità avevano lo scafo in acciaio e la sovrastruttura in lega leggera.
Alla fine del 1964 tutto era pronto perché fosse avviata la costruzione di tre delle dodici unità, ma nel 1965 la notizia dell'accordo trapelò e l'accordo venne reso noto dal New York Times, facendo infuriare i paesi arabi. I tedeschi di fronte alle minacce arabe di sanzioni economiche e di un boicottaggio delle merci tedesche interruppero la costruzione, cedendo il contratto della fornitura alla Francia e la produzione venne spostata ai Chantiers de Normandie di Cherbourg. In quel periodo le forniture di armi francesi a Israele rappresentavano i 3/4 dell'armamento israeliano. Le unità costruite in Francia su progetto tedesco avrebbero però continuato ad essere equipaggiate con motori Maybach di costruzione tedesca.
La prima unità, la capoclasse "Mivtach" venne varata l'11 aprile 1967 e lascio Cherbourg per Israele, insieme alla gemella "Misgav", il 25 dicembre dello stesso anno, entrambe le unità erano prive di armamento che venne imbarcato nei due mesi successivi. In attesa che fosse portato a termine lo sviluppo del missile Gabriel le navi vennero armate con tre cannoni singoli da 40/70 a controllo ottico, due mitragliatrici 12,7 mm e bombe di profondità antisommergibile e la predisposizione per il rilascio di mine navali. L'armamento successivamente venne integrato con quattro tubi lanciasiluri da 324mm per siluri leggeri Mk 44 e successivamente Mk 46.
L'elettronica era costituita da radar di navigazione e ricerca Thomsom C5f Nettuno, radar di tiro Selenia Orion di produzione italiana, sonar a scafo Elak e una suite di guerra elettronica per jamming e lancio di chaff, flares e decoys.

## Unità
Le unità della Classe "Mivtach" furono tre, entrate in servizio nel 1969:
- INS Mivtach (311)
- INS Miznak (312)
- INS Misgav (313)

Tutte le unità sono state ritirate dal servizio.

## Servizio
Nel primo periodo della loro vita operativa queste unità sono state destinate ad attività addestrative alla lotta antimissile, dopo l'affondamento del cacciatorpediniere INS Eilat ad opera di motovedette lanciamissili egiziane, avvenuto al largo di Porto Said il pomeriggio del 21 ottobre 1967 alcuni mesi dopo la guerra dei sei giorni.

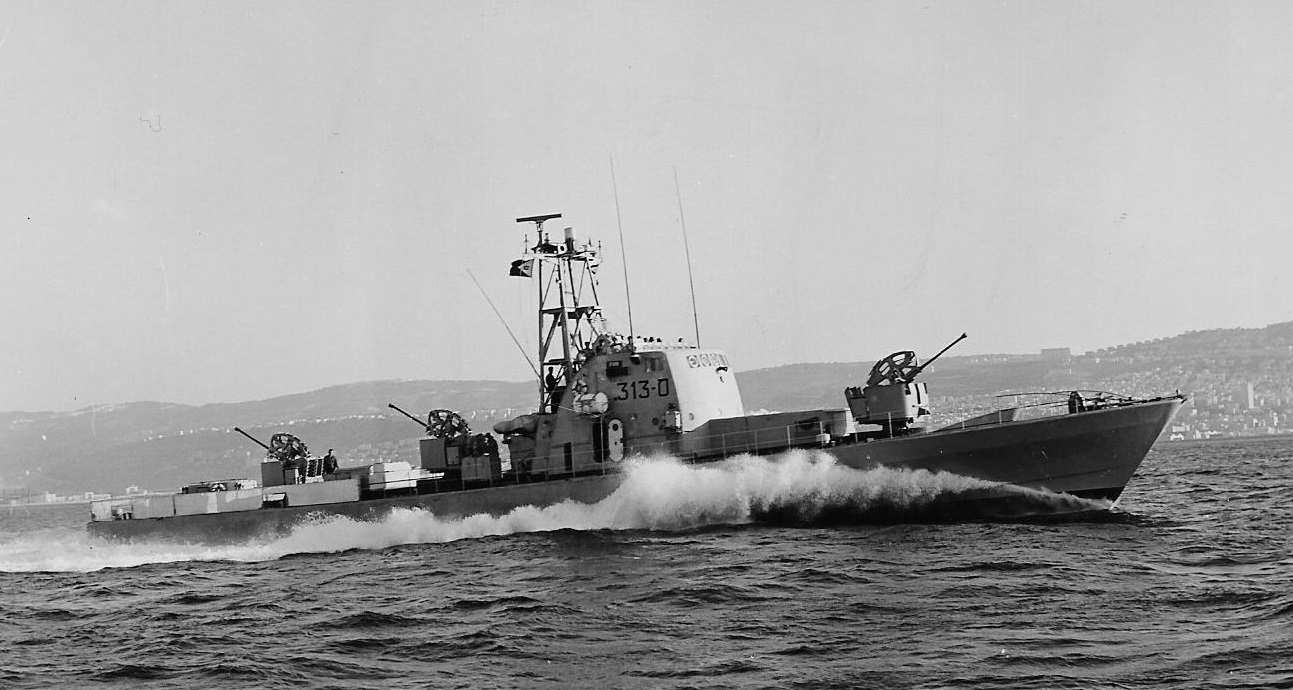
La motocannoniera Miznak con l'armamento originario

Le tre unità successive, denominate Sa'ar II sono state armate con cinque o otto missili Gabriel, con due lanciamissili singoli fissi posizionati ai due lati del cannone prodiero e uno o due lanciamissili tripli brandeggiabili al posto della mitragliere da 40/70 a poppavia della sovrastruttura. Le ultime sei unità, denominate Sa'ar III, hanno eliminato i cannoni da 40/70, con il cannone prodiero sostituito dal 76mm Compatto di nuova generazione e gli altri due cannoni da due lanciamissili tripli per missili Gabriel, uno dei quali successivamente sostituito da uno o due lanciamissili binati per missili Harpoon.
Le Sa'ar I vennero trasformate in unità lanciamissili con lo stesso armamento missilistico delle Sa'ar II. La prima unità ad essere sottoposta a tali modifiche fu la "Miznah", l'unica ad aver partecipato con tale configurazione alla guerra del Kippur, mentre sulle altre due unità tali modifiche vennero apportate solamente nel 1974.
Il 7 ottobre 1973 la capoclasse "Mivtach", dotata all'epoca di armamento solamente artiglieresco, e la gemella "Miznah", già convertita in unità missilistica, presero parte alla battaglia di Latakia in quello che è stato il primo scontro tra motocannoniere missilistiche della storia. Gli israeliani nell'occasione affondarono tutte le unità nemiche. Il 9 ottobre la motovedetta "Misgav" prese parte alla battaglia di Damietta, in cui le motovedette israeliane affondarono tre motovedette egiziane Osa di fabbricazione sovietica.
La capoclasse "Mivtach" nel 1979 fu la prima ad essere equipaggiata con il nuovo sonar a profondità variabile EDO780 in sostituzione del precedente sonar Elak a scafo; per far posto al nuovo sonar è stato necessario eliminare il cannone da 40/70 e realizzare all'estremità poppiera una struttura che potesse accogliere il sonar filabile. Tale modifica venne apportata anche su una delle imbarcazioni Sa'ar II
Sulla capoclasse "Mivtach" il lanciamissili missili triplo dei missili Gabriel, posto immediatamente a poppavia della sovrastruttura, venne sostituito con quattro missili Harpoon.

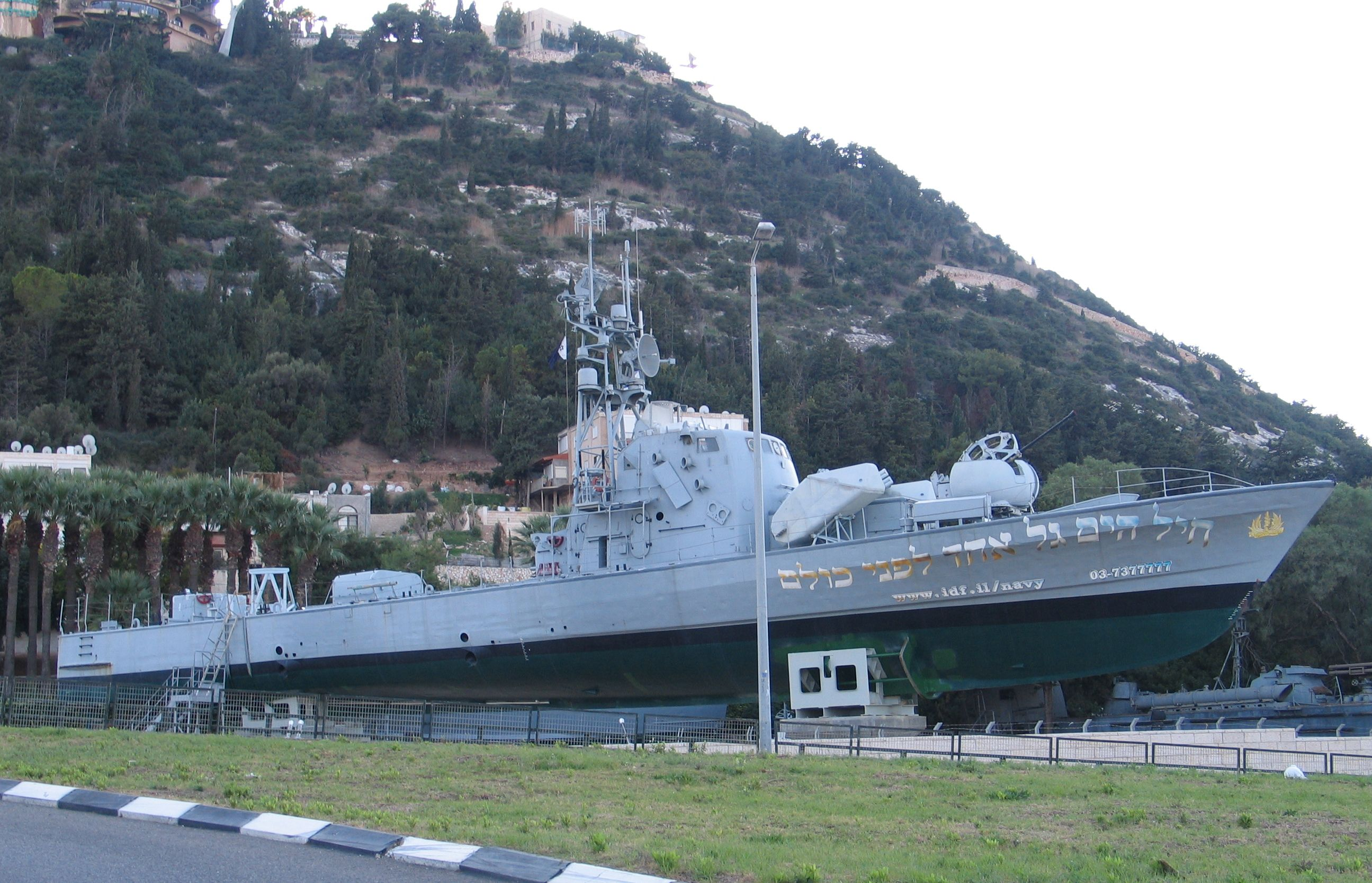
La motocannoniera Mivtach al Museo navale e dell'immigrazione clandestina di Haifa

La "Mivtach", andata in disarmo l'11 gennaio 1996, è stata preservata e collocata al Museo navale e dell'immigrazione clandestina di Haifa.

## Modelli successivi
- Sa'ar II
- Sa'ar III
- Sa'ar 4
- Sa'ar 4.5
- Sa'ar 5